# Котельникова, Алла Владимировна
Алла Владимировна Котельникова (1911 — ?) — российский учёный, доктор биологических наук, профессор, лауреат премии имени А. Н. Баха АН СССР (1987).

## Биография
Родилась 21.12.1911.
Выпускница кафедры биохимии Ленинградского университета.
Работала в Институте биохимии им. А. Н. Баха АН СССР, в 1959-86 гг. зав. лабораторией биологического окисления.
В начале 1950-х гг. защитила докторскую диссертацию.
В 1970 г. избрана членом Международного общества по изучению происхождения жизни.

## Сочинения
- Энергетический обмен дрожжей : Доложено на тридцать восьмом ежегод. Бахов. чтении, 17 марта 1982 г. / А. В. Котельникова. — М. : Наука, 1984. — 40 с. : ил.; 21 см.
- Биохимия дрожжевых митохондрий [Текст] / А. В. Котельникова, Р. А. Звягильская ; АН УССР. Ин-т биохимии им. А. Н. Баха. — Москва : Наука, 1973. — 240 с., 5 л. ил. : ил.; 22 см.
- Звягильская Р. А. и Котельникова А. В. Структура и функциональная активность дрожжевых митохондрий. М., ВИНИТИ, Итоги науки и техники, сер. биологическая химия, 1991, т. 36, 172 с.

Последняя публикация датирована 2002 годом (возможно — посмертная).

## Награды
Лауреат премии имени А. Н. Баха АН СССР (1987) — за цикл работ «Биохимия дрожжевых митохондрий».